# Leopold Theuringer
Leopold Theuringer (* 8. Oktober 1894; † 26. August 1969) war ein österreichischer Politiker (ÖVP).

## Leben
Leopold Theuringer war Landwirt in Raasdorf bei Groß-Enzersdorf.

## Politik
Theuringer war von 1945 bis 1954 Ortsvorsteher sowie Landeskammerrat. Nachdem Raasdorf wieder von Wien unabhängig geworden war, hatte er zwischen 1955 und 1958 das Amt des Bürgermeisters inne.
Theuringer war vom 12. Dezember 1945 bis zum 5. November 1949 Abgeordneter zum Landtag von Niederösterreich.